# Dürrenhof (Nürnberg)
Dürrenhof (nürnbergisch: Däanhuf) ist eine Wüstung im Statistischen Bezirk 10 der kreisfreien Stadt Nürnberg.

## Geographie
Die Einöde lag auf freier Flur auf einer Höhe von 302 m ü. NHN. 0,2 km nördlich lag die Einöde Vogelsgarten an der Pegnitz, 0,3 km südöstlich die Einöde Neubleiche. An der Stelle von Dürrenhof befindet sich heute die Dürrenhofstraße.

## Geschichte
Der Ort wurde im Jahr 1387 als „Duͤrremhoue“ erstmals schriftlich erwähnt. Das Bestimmungswort des Ortsnamens ‚dürr‘ verweist auf einen wenig ertragreichen Boden, was sich auch in der Namensgebung von Nachbarorten (Sandbühl, Sandreuth) widerspiegelt.
1427 erwarb die Reichsstadt Nürnberg von der Burggrafschaft Nürnberg den Dürrenhof.
Gegen Ende des 18. Jahrhunderts bestand Dürrenhof aus einem Anwesen. Das Hochgericht übte die Reichsstadt Nürnberg aus, was aber von den brandenburg-ansbachischen Ämtern Schwabach und Schönberg bestritten wurde. Grundherr des Hofes war der Nürnberger Eigenherr von Welser.
Von 1797 bis 1808 unterstand Dürrenhof dem Justiz- und Kammeramt Wöhrd-Gostenhof. Im Rahmen des Gemeindeedikts wurde der Ort dem 1808 gebildeten Steuerdistrikt Gleißhammer und der im selben Jahr gegründeten Ruralgemeinde Gleißhammer zugeordnet. 1825 wurde Dürrenhof nach Nürnberg eingemeindet. 1859 wurde das Anwesen beim Bau der „Ostbahn“ abgerissen.

### Einwohnerentwicklung
| Jahr      | 001818 | 001824 | 001836 | 001840 |
| Einwohner | 6      | 8      | 4      | 4      |
| Häuser    | 1      | 1      | 1      | 1      |
| Quelle    | [ 10 ] | [ 7 ]  | [ 11 ] | [ 12 ] |

## Religion
Dürrenhof war seit der Reformation evangelisch-lutherisch geprägt und ursprünglich nach St. Lorenz (Nürnberg) gepfarrt, später nach St. Peter (Nürnberg).